# فيليب أوقست
فيليب أوقست (8 مايو 1949 في المملكة المتحدة - ) (بالإنجليزية: Philip August)‏ هو لاعب كريكت بريطاني. لعب مع نادي مقاطعة بيدفوردشير للكريكت ‏.

## وصلات خارجية
- فيليب أوقست على موقع إي آس بي آن كريك إنفو (الإنجليزية)